# Brasenose College

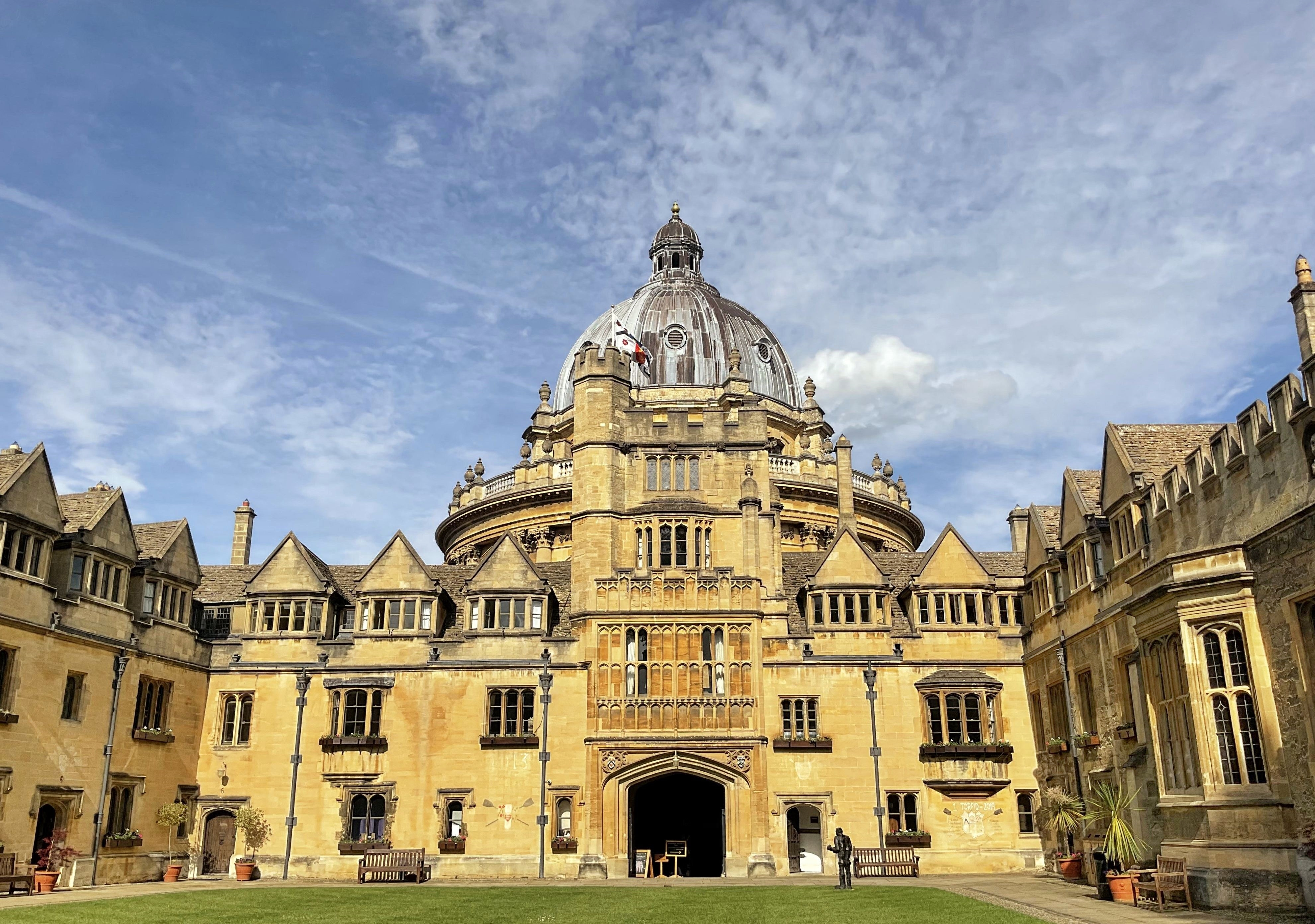
L'entrée de Brasenose College, avec la Radcliffe Camera en arrière-plan

Le Brasenose College, autrefois nommé Brazen Nose College (titre entier :  The King's Hall and College of Brasenose, « La Maison et le Collège royaux de Brasenose »), est l'un des collèges constitutifs de l'université d'Oxford. Brasenose se situe du côté ouest de Radcliffe Square, en face de la Radcliffe Camera, au centre d'Oxford.

## Histoire
Le collège est fondé en 1509 par l'avocat Richard Sutton, et l'évêque de Lincoln, William Smyth. Smyth finance la fondation du collège, et Sutton acquiert le terrain. Le collège est édifié sur le site de Brasenose Hall, une des institutions médiévales d'Oxford qui existait à l'origine comme maison d'habitation, mais qui s'était développée comme école. Le collège maintient des liens avec l'évêque de Lincoln. 

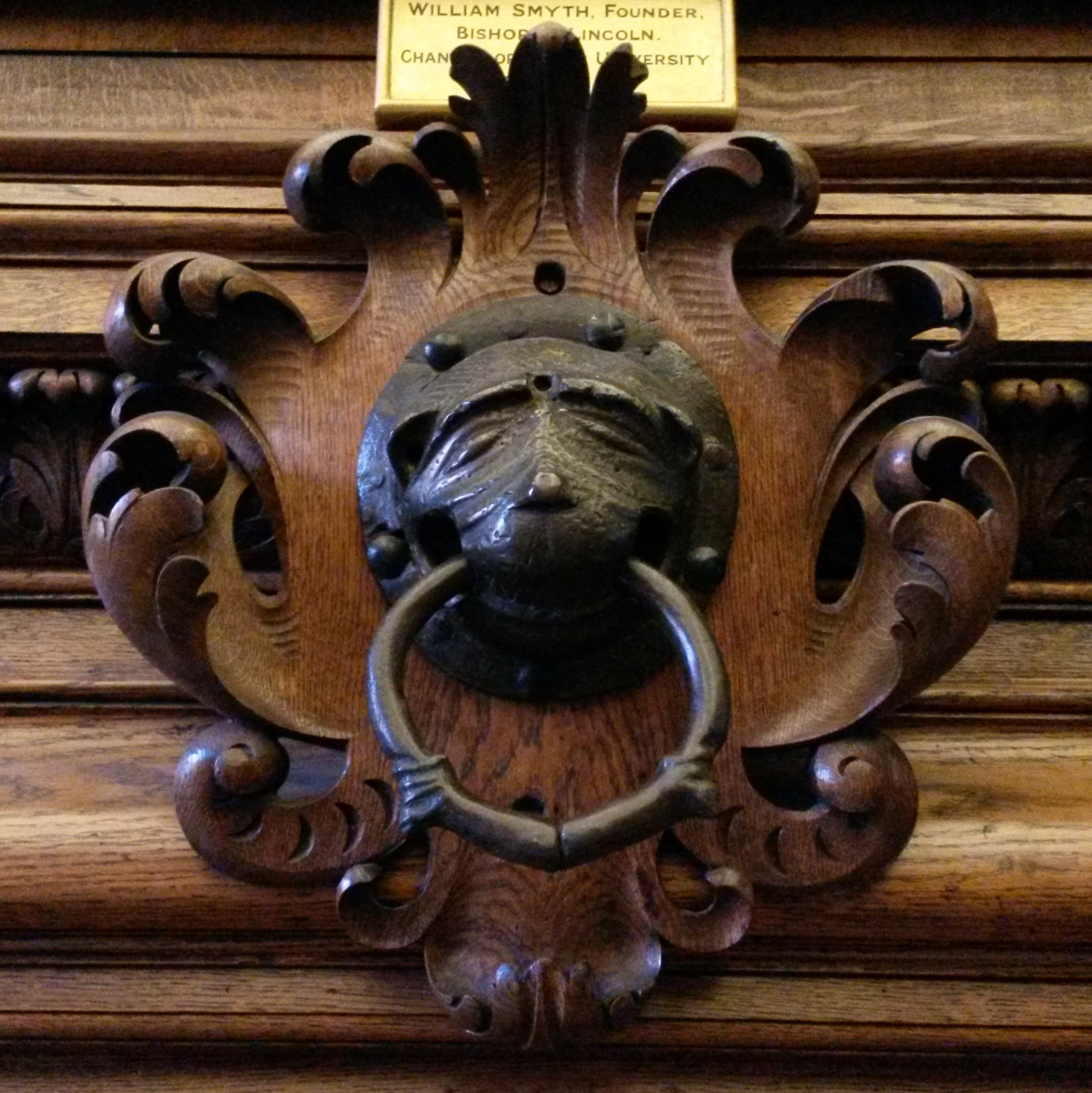
Le bronze à l'origine du nom Brasenose.

Le nom « Brasenose » vient du heurtoir de porte en bronze (ou laiton) qui avait une forme de nez. Le bronze pendu au-dessus de la table des maîtres dans la salle à manger du collège est supposé être l'original de Brasenose Hall. Dans les années 1330, un groupe d'étudiants quitta Oxford pour Stamford dans le Lincolnshire, conduits par un étudiant de Brasenose Hall, et on pense qu'ils avaient emporté le bronze avec eux. En 1890, une maison de Stamford nommée « Brazenose » arborant un frappoir du XIIe siècle en forme de nez fut mise en vente. Le collège rachète la maison et place le heurtoir dans la salle à manger. La maison, ainsi que les restes de Brasenose Hall, appartiennent désormais à la Stamford School. L'intérêt des membres du collège pour son histoire est toujours fort et, en 2006, des étudiants de Brasenose ont effectué un pèlerinage à Lincoln et à Stamford.

## Étudiants connus
- Henry Addington (1757-1844), premier ministre britannique
- Elias Ashmole (1617-1692), franc-maçon anglais
- Richard Barham
- John Brademas (1927-2016), physicien américain
- John Buchan (1875-1940), gouverneur général du Canada
- David Cameron (né en 1966), premier ministre britannique
- Edward Caswall (1814-1878), prêtre, poète et auteur d'hymnes religieux anglais
- Colin Clark (1905-1989), économiste britannique
- Colin Cowdrey (1932-2000), joueur de cricket
- Helen DeWitt
- Stephen Dorrell
- John Marshall Dugdale, personnalité politique anglaise
- William Webb Ellis (1806-1872), pasteur et inventeur du rugby
- Arthur John Evans (1851-1941), archéologue anglais
- J. G. Farrell
- John Foxe (1516-1587), théologien britannique
- William Golding (1911-1993), écrivain britannique
- John Gorton (1911-2002), premier ministre d'Australie
- Anthony Grant (1925-2016), homme politique britannique.
- Douglas Haig (1861-1928), militaire britannique
- Mark Harper (1970-), homme politique britannique
- Reginald Heber (1783-1826), évêque de Calcutta
- Robin Janvrin
- Mylo  (né en 1978), DJ écossais
- John Marston (1576-1634), dramaturge anglais
- Philip Moore
- Charles Morgan (1894-1958), écrivain britannique
- Cuthbert Ottaway (1850-1878), sportif anglais
- Michael Palin (né en 1953), membre des Monty Phyton's
- Walter Pater (1839-1894), historien d'art anglais
- John Profumo (1915-2006), homme politique britannique
- Robert Runcie (1921-2000), archevêque de Canterbury
- Robert Steuart (1806-1843), homme politique britannique.
- Arnold Jackson (1891-1972), athlète britannique
- Nathanael Tarporley (1564-1632), astronome et mathématicien anglais
- Thomas Traherne (~1636-1674), poète anglais
- William Whittingham
- Mark Williams, acteur anglais
- Toby Young
- Bruce Greatbatch